# Świat Dysku
Świat Dysku – cykl satyrycznych powieści fantasy, autorstwa Terry’ego Pratchetta, którego akcja toczy się w fikcyjnym świecie w kształcie dysku.
Dysk spoczywa na grzbietach czterech słoni: Berilii, Tubula, Wielkiego T’Phona i Jerakeena, stojących na skorupie A’Tuina, wielkiego żółwia płynącego przez wszechświat. Cykl opisuje nasz realny świat w krzywym zwierciadle, w zabawny i ironiczny sposób komentując różne aspekty życia ludzkiego. Dwie pierwsze książki cyklu – Kolor magii i Blask fantastyczny – są przede wszystkim parodią literatury fantasy, późniejsze poruszają także takie tematy jak religia, tolerancja czy mechanizmy władzy. Niektóre pozycje są niemalże w całości poświęcone zagadnieniom, które fascynują masy (np. Muzyka duszy jest o rock and rollu, a Ruchome obrazki wyśmiewają Hollywood).

## Podcykle
Dzięki niezazębiającej się fabule można przeczytać prawie każdą książkę, nie znając poprzednich. Wyróżnia się jednak kilka głównych cykli, skupiających się na poszczególnych postaciach Świata Dysku i przedstawiających ich kolejne przygody. Zaleca się czytanie książek należących do danego cyklu w kolejności ich powstawania.

### Cykl oRincewindzie
- Kolor magii
- Blask fantastyczny
- Czarodzicielstwo
- Faust Eryk
- Ciekawe czasy
- Ostatni kontynent
- Ostatni bohater

### Cykl oŚmierci
- Mort
- Kosiarz
- Muzyka duszy
- Wiedźmikołaj
- Złodziej czasu
- Śmierć i co potem nadchodzi (opowiadanie)

### Cykl oStraży Miejskiej
- Straż! Straż!
- Teatr okrucieństwa (opowiadanie)
- Zbrojni
- Na glinianych nogach
- Bogowie, honor, Ankh-Morpork
- Piąty Elefant
- Prawda
- Straż nocna
- Łups!
- Niuch

### Cykl oMoiście von Lipwigu
- Piekło pocztowe
- Świat finansjery
- Para w ruch

### Cykl oCzarownicach z Lancre
- Równoumagicznienie
- Trzy wiedźmy
- Wyprawa czarownic
- Panowie i damy
- Maskarada
- Rybki małe ze wszystkich mórz (opowiadanie)
- Carpe Jugulum

### Cykl oTiffany Obolałej(Akwili Dokuczliwej)
- Wolni Ciut Ludzie
- Kapelusz pełen nieba
- Zimistrz
- W północ się odzieję
- Pasterska korona

Można wyróżnić także cykle „mieszane”, do których zaliczane są książki znajdujące się naraz w różnych cyklach głównych lub klasyfikowane jako niezależne. Większość tych cykli nie koncentruje się wokół postaci, lecz kategorii bardziej ogólnych:
- cykl o Niewidocznym Uniwersytecie: Blask fantastyczny, Równoumagicznienie, Czarodzicielstwo, Ruchome obrazki, Kosiarz, Panowie i damy, Muzyka duszy, Ostatni kontynent, Niewidoczni Akademicy oraz cały podcykl Nauka Świata Dysku (→Nauka)
- cykl o starożytnych cywilizacjach: Piramidy, Pomniejsze bóstwa
- cykl młodzieżowy: Zadziwiający Maurycy i jego edukowane gryzonie, Wolni Ciut Ludzie, Kapelusz pełen nieba, Zimistrz, W północ się odzieję
- cykl biznesowy: Ruchome obrazki, Muzyka duszy, Prawda, Piekło pocztowe, Świat finansjery

## Książki

### Zapowiadające serię
Książki te nie są uważane za część serii Świata Dysku, jednak zarówno krytycy, jak i fani dostrzegają w nich pierwsze pomysły na powstanie płaskiego świata i uważają je za zapowiedź przyszłej serii.
| Tytuł oryginału          | Rok wydania | Tytuł przekładu                                      | Rok wydania przekładu |
| ------------------------ | ----------- | ---------------------------------------------------- | --------------------- |
| The Dark Side of the Sun | 1976        | Ciemna strona Słońca                                 | 2000                  |
| Strata                   | 1981        | Warstwy wszechświata (1. wyd.) / Dysk (kolejne wyd.) | 1992                  |

### Seria Świata Dysku
Książki te wyróżniają się m.in. specyficznym stylem graficznym okładek. Do pierwszych dwudziestu sześciu pozycji (tzn. do Złodzieja czasu) w edycjach brytyjskich – a także polskich – wykorzystano grafiki Josha Kirby’ego (wydania amerykańskie miały inną szatę graficzną). Od 1995 roku stałym ilustratorem Pratchetta został Paul Kidby, który tworzy okładki powieści od śmierci Kirby’ego w 2001 roku.
| Lp. | Tytuł oryginału                              | Rok  | Tytuł przekładu                                | Rok  | Postacie przewodnie                                      | Temat lub obiekt satyry |
| --- | -------------------------------------------- | ---- | ---------------------------------------------- | ---- | -------------------------------------------------------- | --- |
| 1   | The Colour of Magic                          | 1983 | Kolor magii                                    | 1994 | Rincewind, Dwukwiat                                      | gry fabularne, turystyka, ekonomia, Przygody Fafryda i Szarego Kocura Fritza Leibera, Zew Cthulhu H.P. Lovecrafta, Jeźdźcy smoków z Pern Anne McCaffrey |
| 2   | The Light Fantastic                          | 1986 | Blask fantastyczny                             | 1995 | Rincewind, Dwukwiat, Niewidoczny Uniwersytet             | powieści fantasy (m.in. Conan Barbarzyńca), koniec świata, komunizm                                                                                     |
| 3   | Equal Rites                                  | 1987 | Równoumagicznienie                             | 1996 | Babcia Weatherwax, Esk                                   | feminizm/równość płci, magia, Czarnoksiężnik z Archipelagu                                                                                              |
| 4   | Mort                                         | 1987 | Mort                                           | 1996 | Śmierć, Mort                                             | dorastanie, śmierć, dzieciństwo i dorosłość, odpowiedzialność                                                                                           |
| 5   | Sourcery                                     | 1988 | Czarodzicielstwo                               | 1997 | Rincewind                                                | Księga tysiąca i jednej nocy, magia, apokalipsa |
| 6   | Wyrd Sisters                                 | 1988 | Trzy wiedźmy                                   | 1998 | Czarownice z Lancre                                      | Sztuki Szekspira, osobliwie Makbet |
| 7   | Pyramids                                     | 1989 | Piramidy                                       | 1998 | Teppic                                                   | starożytny Egipt, religia |
| 8   | Guards! Guards!                              | 1989 | Straż! Straż!                                  | 1999 | Straż miejska, Patrycjusz                                | kryminał, smoki, mechanizmy władzy |
| 9   | Faust Eric                                   | 1990 | Eryk                                           | 1997 | Rincewind                                                | Faust, biurokracja |
| 10  | Moving Pictures                              | 1990 | Ruchome obrazki                                | 2000 | Niewidoczny Uniwersytet, G.S.P. Dibbler, Gaspode         | Hollywood, Oscary, Mity Cthulhu H.P. Lovecrafta |
| 11  | Reaper Man                                   | 1991 | Kosiarz                                        | 2001 | Śmierć, Niewidoczny Uniwersytet                          | życie doczesne, postęp technologiczny |
| 12  | Witches Abroad                               | 1991 | Wyprawa czarownic                              | 2001 | Czarownice z Lancre                                      | turystyka, baśnie, voodoo |
| 13  | Small Gods                                   | 1992 | Pomniejsze bóstwa                              | 2001 | Brutha, Wielki Bóg Om                                    | religia, filozofia, inkwizycja |
| 14  | Lords and Ladies                             | 1992 | Panowie i damy                                 | 2002 | Czarownice z Lancre, Niewidoczny Uniwersytet             | Sen nocy letniej |
| 15  | Men at Arms                                  | 1993 | Zbrojni                                        | 2002 | Straż Miejska, Patrycjusz                                | seryjni zabójcy, kryminał |
| 16  | Soul Music                                   | 1994 | Muzyka duszy                                   | 2002 | Susan Sto Helit, Niewidoczny Uniwersytet                 | przemysł muzyczny, rock and roll |
| 17  | Interesting Times                            | 1994 | Ciekawe czasy                                  | 2003 | Rincewind, Cohen Barbarzyńca, Dwukwiat                   | totalitaryzm, konfucjanizm, ZSRR |
| 18  | Maskerade                                    | 1995 | Maskarada                                      | 2003 | Czarownice, Straż Miejska                                | Opera, Upiór w operze |
| 19  | Feet of Clay                                 | 1996 | Na glinianych nogach                           | 2004 | Straż Miejska, Patrycjusz                                | golemy, kryminał, heraldyka, prawa pracownicze, bunt maszyn                                                                                             |
| 20  | Hogfather                                    | 1996 | Wiedźmikołaj                                   | 2004 | Śmierć, Susan Sto Helit                                  | dzieci, Boże Narodzenie |
| 21  | Jingo                                        | 1997 | Bogowie, honor, Ankh-Morpork                   | 2005 | Patrycjusz, Straż Miejska                                | wojna i dyplomacja, patriotyzm, ksenofobia, jingoizm |
| 22  | The Last Continent                           | 1998 | Ostatni kontynent                              | 2006 | Rincewind, Niewidoczny Uniwersytet                       | Australia, ewolucja |
| 23  | Carpe Jugulum                                | 1998 | Carpe Jugulum                                  | 2006 | Czarownice z Lancre                                      | wampiry, religia |
| 24  | The Fifth Elephant                           | 1999 | Piąty Elefant                                  | 2006 | Straż, Sam Vimes                                         | dyplomacja, kosmopolityzm, komunikacja |
| 25  | The Truth                                    | 2000 | Prawda                                         | 2007 | Straż, William de Worde                                  | wolna prasa, przestępcze duety (Pulp Fiction) |
| 26  | Thief of Time                                | 2001 | Złodziej czasu                                 | 2007 | Susan Sto Helit, Lu-Tze, Lobsang Ludd, Mnisi Czasu       | czas, sztuki walki, buddyzm, szkolnictwo |
| 27  | The Last Hero                                | 2001 | Ostatni bohater                                | 2003 | Marchewa, Rincewind, Leonard z Quirmu                    | filmy katastroficzne, sagi, bohaterowie, loty kosmiczne                                                                                                 |
| 28  | The Amazing Maurice and his Educated Rodents | 2001 | Zadziwiający Maurycy i jego edukowane gryzonie | 2004 | Maurycy, Klan                                            | Zaczarowany flet, Flecista z Hameln |
| 29  | Night Watch                                  | 2002 | Straż nocna                                    | 2008 | Samuel Vimes, Patrycjusz                                 | rewolucje, podróże w czasie |
| 30  | The Wee Free Men                             | 2003 | Wolni Ciut Ludzie                              | 2005 | Tiffany Obolała (Akwila Dokuczliwa)                      | baśnie, elfy, sny |
| 31  | Monstrous Regiment                           | 2003 | Potworny regiment                              | 2008 | Samuel Vimes, Polly Perks, William de Worde, Otto Chriek | wojsko, wojna, feminizm, patriotyzm |
| 32  | A Hat Full of Sky                            | 2004 | Kapelusz pełen nieba                           | 2005 | Tiffany Obolała (Akwila Dokuczliwa)                      | współzawodnictwo, magia, dorastanie |
| 33  | Going Postal                                 | 2004 | Piekło pocztowe                                | 2008 | Moist von Lipwig                                         | machinacje finansowe, poczta, filatelistyka, telekomunikacja                                                                                            |
| 34  | Thud!                                        | 2005 | Łups!                                          | 2009 | Straż Miejska                                            | tolerancja, różnice etniczne i kulturowe, legendy, Kod Leonarda da Vinci                                                                                |
| 35  | Wintersmith                                  | 2006 | Zimistrz                                       | 2007 | Tiffany Obolała                                          | baśnie, pory roku, religia, folklor |
| 36  | Making Money                                 | 2007 | Świat finansjery                               | 2009 | Moist von Lipwig                                         | polityka, ekonomia, biznes, bankowość |
| 37  | Unseen Academicals                           | 2009 | Niewidoczni Akademicy                          | 2010 | Niewidoczny Uniwersytet                                  | piłka nożna, moda, rywalizacja akademicka, celebryci |
| 38  | I Shall Wear Midnight                        | 2010 | W północ się odzieję                           | 2011 | Tiffany Obolała                                          | proces o czary, młot na czarownice |
| 39  | Snuff                                        | 2011 | Niuch                                          | 2012 | Straż, Samuel Vimes                                      | niewolnictwo, rasizm, gobliny, książki Pernilly Stalfelt                                                                                                |
| 40  | Raising Steam                                | 2013 | Para w ruch                                    | 2014 | Moist von Lipwig                                         | kolej, rewolucja przemysłowa |
| 41  | The Shepherd's Crown                         | 2015 | Pasterska korona                               | 2016 | Tiffany Obolała                                          | |

Zapowiedziana książka Scouting for Trolls, której tematem miał być skauting dla chłopców, nie ukazała się z powodu śmierci autora.

## Opowiadania
- 1989 – Gramofony nocy (Turntables of the Night)
- 1992 – Trollowy most (Troll Bridge)
- 1993 – Teatr okrucieństwa (Theatre of Cruelty)
- 1998 – Rybki małe ze wszystkich mórz (The Sea and Little Fishes)
- 2002 – Śmierć i co potem nadchodzi (Death and What Comes Next)
- 2002 – Łups: Perspektywa historyczna (Thud – a Historical Perspective)
- 2004 – Once More* With Footnotes – kompilacja krótkich form
- 2005 – Kolegialne odrzucenie demonicznych spisków (Collegiate Casting-Out of Devilish Devices)

## Materiały pomocnicze

### Kartografia
- 1993 – The Streets Of Ankh-Morpork – ze Stephenem Briggsem
- 1998 – Świat Dysku: Mappa (The Discworld Mapp) – ze Stephenem Briggsem i Stephenem Playerem
- 1998 – A Tourist Guide To Lancre – ze Stephenem Briggsem i Paulem Kidby
- 1999 – Death’s Domain – z Paulem Kidby

### Nauka
Podcykl popularnonaukowy napisany wspólnie z Ianem Stewartem i Jackiem Cohenem. Wbrew tytułowi treść książek dotyczy bardziej nauki stworzonego przez magów „Świata kuli”, czyli naszej Ziemi. Rządzony polem magicznym „świat dysku” służy jako antyteza dla rządzonego prawami fizyki „świata kuli”, choć magowie służą autorom do parodiowania słabostek ziemskiej nauki i uprawiających ją ludzi – naukowców. W Polsce wszystkie tomy cyklu zostały wydane przez wydawnictwo Prószyński i S-ka, w przekładzie Piotra W. Cholewy.
| Tytuł                                                                                  | Rok wydania oryginału | Rok wydania przekładu                  |
| -------------------------------------------------------------------------------------- | --------------------- | -------------------------------------- |
| Nauka Świata Dysku I (The Science of Discworld)                                        | 1999                  | 8 grudnia 2000 ISBN 83-7337-978-9      |
| Nauka Świata Dysku II: Glob (The Science of Discworld II: The Globe)                   | 2002                  | 22 marca 2005 ISBN 83-7337-641-0       |
| Nauka Świata Dysku III: Zegarek Darwina (The Science of Discworld III: Darwin’s Watch) | 2009                  | 12 lutego 2009 ISBN 978-83-7648-010-7  |
| Nauka Świata Dysku IV: Dzień sądu (The Science of Discworld IV: Judgement Day)         | 2013                  | 4 września 2014 ISBN 978-83-7961-033-4 |

### Sztuka
Albumy z ilustracjami Josha Kirby’ego (1996) i Paula Kidby’ego (2005):
- 1996 – Discworld Portfolio
- 2005 – Sztuka Świata Dysku (Art of Discworld)

### Terminarze
Z powodu opóźnienia w cyklu wydawniczym daty edycji oryginalnych i polskich nie zgadzają się.
Wspólnie ze Stephenem Briggsem:
- 1998 – Terminarz Niewidocznego Uniwersytetu Świata Dysku 2000 (Discworld's Unseen University Diary 1998)
- 1999 – Terminarz Straży Miejskiej Ankh-Morpork 2001 (Discworld's Ankh-Morpork City Watch Diary 1999)
- 2000 – Terminarz Gildii Skrytobójców Świata Dysku 2002 (The Assassins' Guild Yearbook and Diary 2000)
- 2001 – Terminarz Gildii Błaznów 2003 (The Fool's Guild Yearbook and Diary 2001)
- 2002 – Terminarz Gildii Złodziei 2004 (The Thieves' Guild Yearbook and Diary 2002)
- 2003 – Terminarz (Zreformowanych) Wampirów Świata Dysku 2005 (The (Reformed) Vampyre's Diary 2003)
- 2007 – Discworld Post Office Diary 2007
- 2008 – Lu Tze’s Book of Enlightenment Diary 2008

### Encyklopedie
Wspólnie ze Stephenem Briggsem:
- 1994 – The Definitive – And Only – Guide
- 1997 – The Discworld Companion. An Invaluable Guide For The Discerning Discworld Traveller – Updated
- 2003 – The New Discworld Companion
- 2012 – Turtle Recall: The Discworld Companion... so far

### Quizy
Zbiory zagadek opracowane przez Davida Langforda:
- 1996 – Testy Niewidocznego Uniwersytetu (The Unseen University Challenge)
- 2002 – The Wyrdest Link – parodia programu Najsłabsze ogniwo

### Inne
- 1999 – Nanny Ogg’s Cookbook – słynne przepisy kulinarne Niani Ogg – ze Stephenem Briggsem i Tiną Hannan.
- 2004 – The Discworld Almanak – zbiór ciekawostek, podobny do książek z serii terminarzy Świata Dysku – z Bernardem Pearsonem.
- 2005 – Where’s My Cow? – książka z obrazkami i czytanką dla dzieci pojawiająca się w fabule Thud! – z Melvynem Grantem.
- 2006 – The Unseen University Cut Out Book – książka z modelem Niewidocznego Uniwersytetu do samodzielnego wycięcia i złożenia.
- 2007 – The Wit and Wisdom of Discworld – zbiór cytatów z powieści należących do cyklu.
- 2008 – The Folklore of Discworld
- 2012 - Świat kupek (The World of Poo) – książka dla dzieci wspomniana w Niuch - z Peterem Dennisem
- 2012 – The Compleat Ankh-Morpork City Guide – przewodnik po mieście, trasy, miejsca, reklamy, książka adresowa, dla turystów ekstremalnych – przewodnik po Mrokach z dokładnym planem. W komplecie plan i panorama miasta. Książka i plan we wspólnej okładce-teczce spiętej gumką.

## Geografia
Na Dysku wyróżnia się dwa główne kierunki: osiowy (do centrum Dysku) oraz krawędziowy (na zewnątrz), oraz dwa dodatkowe: obrotowy i opaczny (zgodny i przeciwny do kierunku obrotu Dysku). Świat zakończony jest Krawędzią, z której opadają na dół wody Oceanu Krawędziowego. Wokół dysku krąży malutkie słońce, oświetlając mocno boki i nigdy nie dogrzewając osi.
- Al Khali – Pustynne miasto wspomniane między innymi w Czarodzicielstwie. Rządzi nim szeryf Kreozot, jest początkującym poetą oraz posiada niewyobrażalne bogactwa.
- Ankh-Morpork – milionowe miasto leżące nad Okrągłym Morzem (Stwórcy skończyły się pomysły na ciekawsze kształty) i pozbawione kanalizacji (dzięki temu charakterystyczny zapach tego miejsca zapada na długo w pamięć). Jest tak stare, że choć geolodzy mówią, iż jest zbudowane na iłach, tak naprawdę jest zbudowane głównie na samym sobie. Przez miasto przepływa rzeka Ankh, która jest jedyną rzeką w multiversum, na której śledczy mogą wyrysować zarys zabitego człowieka. Ankh słynie też z tego, że trzeba być naprawdę pijanym, by się w niej utopić – Za gęsta, żeby w niej pływać, ale jeszcze za rzadka, żeby ją orać.
- Brindisi – odpowiednik Włoch.
- Djelibejbi – kraina będąca dzieckiem Djeli (rzeka, która według legendy pojawiła się tylko po to, by znalazł ją spragniony wielbłąd) oraz pustyni, w której czas zdaje się płynąć wolniej, a to za sprawą piramid. Żadne nowości – nawet takie jak miękkie posłania, zmiany w języku, zmiany w prawie – nie są w stanie się tam przedrzeć. Całkowicie przypadkowo kojarząca się ze starożytnym Egiptem – tylko dlatego, że jej władcy jak szaleni stawiają sobie piramidy, które zapewnić mają im wieczność. Niestety już dawno zapomniano jak i dlaczego, toteż proces ten sprowadzony został jedynie do rangi tradycji. Kraina ta leży na pustyni pomiędzy dwoma państwami-miastami nad Okrągłym Morzem: Efebem i Tsortem.
- Efeb – demokratyczne miasto nad Okrągłym Morzem. Zamieszkane przez obywateli, niewolników (z prawem do jednego dnia wolnego w tygodniu oraz jednej czternastodniowej ucieczki w roku), oraz filozofów – beztroskich myślicieli, co chwila wyskakujących nago z kąpieli z okrzykiem „Eureka!” (dajcie mi ręcznik!). Odpowiednik ziemskiej Grecji.
- Enrico Basilica – urodzony w Brindisi. W młodości Henry Slugg, urodzony w Ankh-Morpork. Jedyna osoba w Świecie Dysku, którą można wskazać na mapie.
- Genoa – odpowiednik Nowego Orleanu. Magia miejscowych wiedźm przypomina Voodoo, a regionalną potrawą jest gumbo.
- Howondaland – kraina sąsiadująca z Klatchem, znajdująca się za Ramtopami. Przypomina Afrykę.
- Iksiksiksiks – znany także jako „Terror Incognita” oraz „Czteriksy”. Niedokończony kontynent leżący na Oceanie Opacznym, obrotowo od Kontynentu Przeciwwagi. Charakteryzuje się niską roczną sumą opadów (wynoszącą dokładnie zero) oraz tym, że jedynym nieszkodliwym stworzeniem go zamieszkującym są niektóre owce. Jest dyskowym odpowiednikiem Australii
- Klatch – ogromne starożytne imperium łączące cechy wielu krajów azjatyckich, głównie Arabii (pustynie, ubiór mieszkańców), Indii (curry) i Indochin (dżungle), w którego języku istnieje 15 słów na określenie skrytobójstwa.
- Kontynent Przeciwwagi – leży po przeciwnej stronie Osi niż większa część głównego kontynentu Świata Dysku, dla którego stanowi przeciwwagę. Mimo małych rozmiarów dobrze spełnia tę rolę dzięki dużym zasobom drogich ciężkich metali, głównie złota. Na jego terytorium rozwinęło się potężne Imperium Agatejskie (będące dyskowym odpowiednikiem Chin z czasów Cesarstwa).
- Kraina Oktarynowych Traw – Położona u podnóża Ramtopów w kierunku obrotowym od Ankh-Morpork. Przypomina wielkie równiny w USA. Pełna jest małych, spokojnych wiosek, w których usytuowane są olbrzymie gospodarstwa rolne. To tutaj rozgrywa się większość akcji książki „Kosiarz”.
- Krull – niewielki kontynent na Oceanie Krawędziowym przylegający do Krawędzi. Dzięki tej niezwykłej lokalizacji jest jedynym miejscem, z którego można opuścić się za krawędź Dysku w celu empirycznego rozwiązania problemu płci Wielkiego A’Tuina. Większość bogactw Krull czerpie z Obwodu – gigantycznego systemu sieci rozciągniętego wzdłuż krawędzi w kierunkach obrotowym i opacznym na długości ponad ćwierci obwodu Dysku. W sieci te wpadają szczątki rozbitych statków (a niekiedy także rozbitkowie, co spotkało swego czasu Rincewinda).
- Lancre – malutkie królestwo w Ramtopach, słynne z powodu swoich trzech czarownic. Jest dokładnym przeciwieństwem Ankh-Morpork: spokojne, malutkie, praworządne, wolno ulegające zmianom. Można traktować jak dyskowy odpowiednik Szwajcarii (bywa mowa o scyzoryku armii lancriańskiej i o błękitnym serze lancriańskim).
- Llamedos – kraina leżąca w kierunku obrotowym od Ramtopów, dyskowy odpowiednik Walii. Słynie z druidów, bardów i deszczu, będącego jej głównym towarem eksportowym. Z Llamedos pochodzi Imp z Muzyki duszy.
- Mgliste Wyspy – przybrzeżne wyspy kontynentu Iksiksiksiks, gdzie zgodnie z legendą Iksiksiksiks trzymał kosiarkę do trawy.
- NicToFiord – niewielkie, ale strategicznie (od Czteriksów w stronę Osi) położone państwo, przypominające kraj skandynawski zamieszkany przez wikingów.
- Omnia – miasto nad Okrągłym Morzem. Słynie z kultu boga Oma i Kwizycji pilnującej, by boga czczono właściwie. Powoduje to, że mieszkańcy zamiast do boga zwracają się do Kościoła (nic tak nie przekonuje ludzi, jak rozgrzane do białości imadło).
- Oś – oś obrotu dysku, czyli niemożliwie wysoka iglica z zielonego lodu, otoczona równie niedostępnymi, lodowymi górami zamieszkanymi przez barbarzyńskich herosów i wiele rodzajów potworów; na jej czubku wznosi się Dunmanifestin, cytadela dyskowych bogów. Występuje tam silne pole magiczne powodujące, że światło płynie wolniej, co przyczynia się do efektu zorzy osiowej.
- Quirm – miasto leżące w kierunku obrotowo-osiowym od Ankh-Morpork, znane głównie z kwiatowego zegara oraz Quirmskiej Pensji dla Młodych Panien (której absolwentkami były m.in. Susan Sto Helit i Sybil Ramkin). Wzmiankowane jest także jako miejsce urodzenia Leonarda z Quirmu. Quirmski język oraz sery wskazują na analogie względem Francji.
- Ramtopy – wielkie góry ciągnące się od Klatchu aż po Oś. Występuje tam duże skażenie magią (deszcze żab co dwa tygodnie itp.). W górach znajduje się wiele małych państewek, np. Lancre. Miejsce urodzenia wielu magów i czarownic.
- Równiny Sto – wielkie równiny między Ramtopami a Okrągłym Morzem. Przepływa przez nie Ankh, która dzięki tamtejszym wielkim polom kapusty nabiera części swych cech znanych z opisów Ankh-Morpork. Kraina jest zamieszkana przez rolników oraz wszystkie stworzenia lubiące samotność i kapustę.
- Sto Lat – miasto oddalone o 20 mil od Ankh-Morpork, pojawiające się w wielu tomach serii głównie z powodu geograficznej bliskości; stolica królestwa obejmującego także Sto Helit, Sto Kerrig i Osiem Protektoratów. Nazwa „Sto Lat” nie jest wynikiem tłumaczenia – tak samo brzmi w oryginale i, zgodnie ze słowami autora (patrz komentarze zawarte w albumie „Sztuka Świata Dysku”) stanowi celowe nawiązanie do polskiego okrzyku urodzinowego.
- Tsort – miasto nad Okrągłym Morzem. Jego mieszkańcy nie słyną ze szczególnego intelektu. Toczy od wieków spory z Efebem, jednak oba miasta oddziela od siebie Djelibeybi, co na szczęście utrudnia wypowiedzenie wojny. Odpowiednik ziemskiej Troi.
- Überwald – wielka kraina (pięć czy sześć razy większa od Równin Sto), ciągnąca się aż po Oś, będąca Dyskowym odpowiednikiem Transylwanii i Niemiec. Słynie z należących do krasnoludów wielkich kopalni tłuszczu oraz klanów wilkołaków i wampirów.
- Zmokberg – góra w kształcie odwróconej piramidy znajdująca się w obszarze o bardzo wysokim poziomie magii. Zamieszkiwały ją wymyślone smoki.

## Nauki ścisłe
Nauki ścisłe w świecie Dysku różnią się od naszych znacząco. Podstawowe różnice:
- ósmy kolor tęczy – oktaryna, która związana jest z energią magiczną
- pole magiczne – wytwarzane przez podziemne złoża oktironu, ma naturę kwantową: jednostką magicznej energii jest thaum, a zarazem tą samą nazwą określa się magiczną cząstkę elementarną, której rozbicie na części składowe uwalnia dużą ilość energii
- prawdopodobieństwo – Dysk jest krainą nieprawdopodobieństw. Wiadomo, że jeżeli szanse na zaistnienie jakiegoś zdarzenia wynoszą dokładnie 1:1000 000, to zdarzenie takie zachodzi w dziewięciu przypadkach na dziesięć.
- prędkość światła – światło w świecie Dysku ma taką samą prędkość jak dźwięk. Widać to szczególnie podczas licznych opisów wschodu dyskowego słońca. W nowszych pozycjach autor zrezygnował jednak z tego pomysłu. Oznaczałoby to, że wszystkie obiekty poruszałyby się w naszym odczuciu dużo wolniej. Jednakże w jednej z książek pada hipoteza, że istnieje drugi rodzaj światła (poruszający się z normalną prędkością), dzięki któremu widzimy to pierwsze
- specyficzne pierwiastki – chelonium (niezbędne do powstania żółwia dźwigającego świat na swej skorupie), narrativum (generujące pole magiczne, które „mówi” obiektom, czym mają być), oktiron (czarny metal wytwarzający lub pochłaniający pole magiczne; wykonany z niego dzwon dzwoni „słyszalną ciszą”)

## Bohaterowie
- Albert (Alberto Malich) – Sługa Śmierci. W dalekiej przeszłości założył Niewidoczny Uniwersytet. Był najpotężniejszym magiem na dysku. Zaginął w niewyjaśnionych okolicznościach (tak naprawdę wykonał odwrotnie rytuał AshkEnte służący do przywołania Śmierci, przez co sam „przywołał się” do domu Śmierci i stał się jego sługą). Odgrywa znaczną rolę w „Morcie”. Ma swój pomnik w NU. Jego cecha charakterystyczna to kropla na czubku nosa, która nie chce mu spaść.
- Angua – wilkołak, przyjęta do Straży Nocnej Ankh-Morpork w ramach rekrutacji afirmatywnej. Jako człowiek nosi na szyi obrożę. Pochodzi z arystokratycznego rodu w Überwaldzie. Dziewczyna Marchewy.
- Bagaż – ekwipunek Dwukwiata (a potem – towarzysz Rincewinda), czyli kufer wykonany z magicznego drzewa Myślącej Gruszy, poruszający się na wielu małych nóżkach i kryjący w sobie różne przydatne obiekty, jego wnętrze ma więcej wymiarów niż zewnętrze.
- Bethan – pochodząca z Wirowych Równin siedemnastolatka, mająca być złożona w ofierze przez druidów. Została uratowana przez Cohena, Dwukwiata i Rincewinda.
- Bezdennie Głupi Johnson – wynalazca jedyny w swoim rodzaju („Przecież te plany nie były odwrócone, kiedy je rysowałem”), wynalazca m.in. Ogrodów Pałacowych Ankh-Morpork: stawu rybnego długiego na trzysta łokci, szerokiego na cal; rowu granicznego, głębokiego na 50 stóp, który pochłonął trzech ogrodników; labiryntu tak małego, że ludzie gubili się szukając go; wystrzałowej fontanny i organów, na których grywa Bibliotekarz.
- Bibliotekarz – pracownik Niewidocznego Uniwersytetu, zamieniony w orangutana.
- Brutha – początkowo jedyny prawdziwy wyznawca, a potem prorok boga Oma.
- pani Cake – nie pytaj (odwołania w Piekło pocztowe, Świat finansjery, Kosiarz i innych), ma przeczucia, jest medium.
- Cohen Barbarzyńca – heros w jesieni żywota.
- Cudo Tyłeczek – krasnoludka, członek Straży Nocnej Ankh-Morpork. Sieje zgorszenie wśród krasnoludów przyznając się do bycia kobietą – nosi skórzane spódnice, zaplata brodę w warkoczyki i nie znosi piwa.
- Złotooki Srebrnoręki Dactylos – jeden z największych wynalazców Świata Dysku, po zbudowaniu armii golemów wydłubano mu oczy, więc zastąpił je złotymi kulkami. Po stworzeniu Pałacu Siedmiu Pustyń odcięto mu rękę, więc stworzył sobie srebrną. Po wykonaniu Tam podcięto mu więzadła w kolanach więc zastąpił je jedwabiem, jednak po zbudowaniu Kosmicznej Ryby w końcu został zabity.
- Detrytus – troll, członek Straży Nocnej Ankh-Morpork. Nie powinien salutować – sam się nokautuje. Do myślenia używa hełmu z nakręcanym wiatraczkiem, który chłodzi mu krzemowy mózg. Uspokaja tłumy bronią własnego pomysłu – kuszą, wykonaną z balisty, naładowaną wiązką bełtów.
- Druella – driada, która uratowała (a właściwie uwięziła) Rincewinda przed wilkami, wciągając go do drzewa.
- Dwukwiat – pierwszy turysta na Dysku, zwiedzający go wraz z Rincewindem.
- Gardło Sobie Podrzynam Dibbler – sprzedawca wszystkiego (najczęściej dyskowych fast-foodów), zjawia się wszędzie gdzie wyczuje możliwość zrobienia interesu i w większości książek, których akcja dzieje się w Ankh-Morpork. Postacie będące jego lokalnymi odpowiednikami pojawiają się też w innych krainach.
- Galder Weatherwax – Najwyższy Wielki Mag Obrządku Srebrnej Gwiazdy, Lord Imperator Uświęconej Laski, Impissimus Ósmego Stopnia, 304. Rektor Niewidocznego Uniwersytetu. Był Nadrektorem w czasie trwania Koloru Magii i Blasku Fantastycznego.
- Gaspode – mówiący pies, rzecznik żebraków spod Bezprawnego Mostu.
- Grubas – właściciel Rozbitego Bębna, w czasie trwania Koloru Magii. Dwukwiat sprzedał mu tu-bez-pie-czeni.
- Havelock Vetinari – Patrycjusz, władca miasta Ankh-Morpork, ma tytuł lorda.
- Hrun Barbarzyńca – jeden z bohaterów Świata Dysku, posiada myślący miecz Kring, zostaje mężem Liessy, władczyni Zmokbergu.
- Ślepy Hugh – żebrak. Zaprowadził Dwukwiata do „Rozbitego Bębna” zaraz po jego przybyciu do Ankh-Morpork.
- Igor – uniwersalne imię dla wszystkich służących wampirów i wilkołaków w Überwaldzie, oraz – ostatnio – w Straży Miejskiej Ankh-Morpork. Igory znane są ze swoich umiejętności chirurgicznych i zapędu do samodoskonalenia. Wszystkie nowe operacje testują najpierw na sobie.
- Imp Y Celyn – bard przybyły z Llamedos do Ankh-Morpork, pierwszy piosenkarz wykonujący muzykę z Wykrokiem, wokalista Grupy z Wykrokiem. Później znany jako Buddy.
- Leonard z Quirmu – genialny wynalazca i artysta pracujący w odosobnieniu dla Patrycjusza.
- Lobsang Ludd – początkowo adept w klasztorze mnichów historii, później sprzątacz, uczeń Lu-Tze i syn Czasu.
- Lu-Tze – wielki sprzątacz. Mnich zajmujący się przenoszeniem czasu i czuwaniem nad Imperatywem Historycznym, a w wolnych chwilach zamiataniem.
- Marchewa Żelaznywładsson – człowiek wychowany przez krasnoludy, obecnie kapitan Straży Nocnej w Ankh-Morpork. Odznacza się wzrostem, wyjątkową siłą fizyczną i prostotą rozumowania. Potomek krolów Ankh-Morpork. Chodzi z Anguą, wilkołakiem.
- Moist von Lipwig – eksoszust, mianowany przez Patrycjusza naczelnym poczmistrzem Ankh-Morpork, potem awansujący na szefa mennicy miejskiej.
- Mort – młodzieniec terminujący u Śmierci zwany chłopcem lub terminatorem.
- Snapcase – patrycjusz Ankh-Morpork, zwany też Psychoneurotycznym. Rządził miastem przed Vetinarim.
- Susan Sto Helit – wnuczka Śmierci, córka Ysabell (adoptowanej córki Śmierci) i Morta (byłego ucznia Śmierci).
- Sybil Ramkin – lady, żona kapitana Vimesa, właścicielka większej części Ankh-Morpork, hodowczyni smoków bagiennych. Ma figurę walkirii, nosi peruki – włosy zostały spalone przez smoki; matka Sama Juniora, zwykle widziana w gumowych butach i ochronnej zbroi, wygarniająca gnój ze smoczych zagród.
- Śmierć (rodzaju męskiego) – nazywa siebie antropomorficzną personifikacją, wygląda jak kościotrup z kosą. Pomagają mu często jego przybrana wnuczka – Susan Sto Helit – oraz Śmierć Szczurów. Przewija się przez cały cykl, zabierając co ważniejszą duszę.
- Śmierć Szczurów – chodzący na dwóch łapkach szczurzy szkielet w czarnej szacie z kapturem. Na jego wyposażeniu znajduje się kosa będąca miniaturą kosy Śmierci.
- Teppic – właściwie książę Pteppic ze Starego Państwa, Królestwa Słońca, następca króla Djelibeybi – Teppicymona XXVII, uczeń Szkoły Skrytobójców w Ankh-Morpork.
- Tethis – morski troll, który uratował Rincewinda i Dwukwiata przed spadkiem poza krawędź. Mieszkał na małej wysepce tuż przy krawędzi i patrolował fragment Obwodu. Wyglądem przypominał małego krępego staruszka, ale był zbudowany głównie z wody.
- Ty Draniu – najlepszy matematyk Świata Dysku (wielbłąd).
- William de Worde – z wykształcenia skryba, z powołania dziennikarz, redaktor i wydawca pierwszej (g)azety w Ankh-Morpork.
- Ymper Trymon – bardzo ambitny mag, budzący we wszystkich dookoła uczucie niepokoju. Jako pierwszy dorwał się do książki o Wielkiej Piramidzie Tsortu i wykorzystał zdeptanie Galdera przez Bagaż, aby przejąć władzę.
- Ysabell – adoptowana córka Śmierci.

### Zbiorowi
Ze względu na zgrupowanie:
- Czarownice z Lancre: Babcia Weatherwax, Niania Ogg, Magrat Garlick, Agnes Nitt, Tiffany Obolała / Akwila Dokuczliwa
- Magowie Niewidocznego Uniwersytetu: Nadrektor Mustrum Ridcully, Kwestor, Myślak Stibbons, Bibliotekarz, Windle Poons, Kierownik Katedry Studiów Nieokreślonych, Wykładowca Run Współczesnych, Dziekan, Pierwszy Prymus, Rincewind.
- Straż Miejska – odpowiednik policji miasta Ankh-Morpork. Jej dowódcą jest Samuel Vimes, zaś inni jej funkcjonariusze to m.in.: Marchewa, Angua, Fred Colon, Detrytus, Nobby Nobbs, Cudo Tyłeczek, Salacia von Humpeding, A.E. Pesymal.
- Jeźdźcy Smoków – Greicha Pierwszy, Liessa, Liartes, Lio!rt, K!sdra.

Ze względu na rasę:
- Krasnoludy – zazwyczaj niskie osobniki (wyjątkiem jest prawie dwumetrowy Marchewa). Zamieszkują głównie w górze Miedziance (i okolicach), pod całym terenem Überwaldu oraz na terenie Ankh-Morpork. Ulubioną piosenką krasnoludzką jest: Złoto, złoto, złoto, złoto, złoto.... Wbrew powszechnej opinii bardziej od złota kochają żelazo. Krasnoludy mieszkające w Ankh-Morpork mają tendencję do nazywania się Tandem Grzmotoręki i pracowania w kwiaciarni lub perfumerii. Jako pierwsze w mieście dokonały rzeczy niemożliwej dla alchemików – zamiany ołowiu w złoto (w sensie metaforycznym – z ołowiu odlewały czcionki i zarabiały krocie drukując pierwszą gazetę wydawaną w Ankh-Morpork).
- Trolle – Stwory stworzone z kamienia, nie są zbyt inteligentne (ich krzemowe mózgi kiepsko pracują w wyższych temperaturach, więc do cięższego myślenia wykorzystują chłodzenie: Detrytus nosił hełm z wiatraczkiem, a Chryzopaz przesiadywał w wynajętej chłodni). Często pełnią funkcję strażników. Nie toną – idą po dnie aż do brzegu.
- Wampiry – Wyglądem przypominają ludzi, jednak odróżnia je to, że piją krew i mają zdolność latania oraz przemiany w nietoperza. Traktują ludzi z wyższością. Wyjątkiem jest Liga Czarnowstążkowców – związek wampirów-abstynentów, które walczą o powszechne zaakceptowanie ich w społeczeństwie już nie jako zagrożenie, a osoby obdarzone umiejętnościami wykorzystywanymi dla dobra innych (np. Otto Chriek, Salacia, lady Margolotta)
- Nac Mac Feegle (Fik Mik Figle)

## Bogowie i antropomorficzne personifikacje
Teologia Świata Dysku przyjęła formę quasi-gnostycką. Nic nie wiemy tak naprawdę o najwyższych bogach. Wymieniony jest tylko Azrael – Śmierć Wszechświatów. Poza tym emanację tychże stanowią Stwórcy, z których każdy stworzył jeden (może więcej) wszechświatów. Wzmianka o Stwórcy pojawia się np. na początku Blasku fantastycznego, ale w ciągu cyklu pojawiają się sugestie, że jest ich więcej. Dopiero ich emanację stanowią duchy, z których na drodze antropomorficznych personifikacji wiary powstali bogowie Dysku. Wytłumaczone jest to najdokładniej w książce Pomniejsze bóstwa. Siła danego boga zależy od ilości jego wyznawców – tych, ma się rozumieć, którzy w niego naprawdę wierzą. Wielki Bóg Om posiadał oficjalnie miliony wyznawców, ale okazało się, że jedyną postać jaką może przyjąć to żółw.
Pomniejsze bóstwa traktują również o mechanizmach stawania się bogiem przez danego ducha. Najczęściej potrafił on zwrócić na siebie uwagę jakiegoś wieśniaka, który szukał zagubionej kozy. Ten postawił mu kapliczkę, i liczba wyznawców wzrastała w postępie geometrycznym. Jednak taka, a nie inna natura bogów Dysku – bliska antropomorficznym personifikacjom – powoduje, że są oni ludzcy. Mają skłonność do kłótni o byle co oraz charakteryzują się zupełnym brakiem dobrego smaku.
Antropomorficzne Personifikacje, to z kolei wyobrażenia ludzi o zjawiskach natury – takich jak śmierć, głód, zjawiska atmosferyczne. Zasada ich powstawania działa tak samo jak w wypadku bogów, z tym że AP są tworzone bezpośrednio przez ludzi. Najważniejsi to – Śmierć, Głód, Zaraza, Wojna. Czymś w rodzaju personifikacji wschodu słońca był również – na początku swojego istnienia Wiedźmikołaj.
- Audytorzy
- Azrael – Śmierć Wszechświatów, początek i koniec czasu, jeden z nad-bogów Świata Dysku
- Bilious – bóg kaca występujący w „Wiedźmikołaju” (zwany „o, bogiem”)
- Chaos / Ronnie Socha – Piąty Jeździec Apokalipsy, odszedł od pozostałych zanim stali się sławni i zajął się branżą mleczarską
- Czas
- Głód – jeden z pięciu jeźdźców apokalipsy
- Los – rywal Szczęścia
- Offler – Bóg Krokodyl
- Pani – jej prawdziwe imię brzmi Szczęście, jednak nie wolno go wypowiadać, gdyż od razu zniknie. Dokładnie jak w życiu.
- Ślepy Io – przywódca bogów, odpowiedzialny za ciskanie gromów
- Śmierć – patrz „Bohaterowie"
- Wiedźmikołaj – odpowiednik Św. Mikołaja, rozdaje dzieciom prezenty w Noc Strzeżenia Wiedźm
- Wielki Bóg Om – jedyne bóstwo omnizmu, państwowej religii w Omni. Ma kilka milionów wyznawców i znaczne problemy ze znalezieniem ludzi, którzy w niego wierzą. Jeden z głównych bohaterów Pomniejszych bóstw.
- Wojna – jeden z pięciu jeźdźców apokalipsy
- Wróżka Zębuszka
- Zaraza – jeden z pięciu jeźdźców apokalipsy
- Zimistrz
- Mróz – Istota malująca okna zimą (na mrozie) („Wiedźmikołaj”). Na początku maluje tylko paprocie, później (dzięki Gnomowi Kurzajce) zaczyna malować np. smutne dzieci z wielkimi oczami, małe kotki wystawiające głowy z butów, szczeniaczki.
- Nuggan – aktualnie „martwy bóg”, niegdyś dręczący swój lud (lud Borogravii) niezliczonymi zakazami nazywanymi „Obrzydliwościami"

## Adaptacje

### Adaptacje live action
Powstało kilka produkcji w formacie live action (z udziałem aktorów) ekranizujących niektóre z powieści Świata Dysku.
- Lords & Ladies – film fanowski na podstawie książki Panowie i Damy nakręcony przez Almost No Budget Films.
- Run Rincewind Run!
- Wiedźmikołaj (ang. Hogfather) – telewizyjna, dwuodcinkowa adaptacja „Wiedźmikołaja” wyprodukowana przez Sky One. Główne role odgrywają m.in. Michelle Dockery (Susan Sto Helit), David Jason (Albert), Marnix Van Den Broeke (Śmierć) oraz Marc Warren (pan Herbatka). Premiera miała miejsce 17 i 18 grudnia 2006 roku.
- Kolor magii (ang. The Colour of Magic) – telewizyjna, dwuodcinkowa produkcja Sky One na podstawie książek Kolor magii oraz Blask fantastyczny. Rolę Rincewinda gra David Jason.
- Piekło pocztowe (ang. Going Postal) – telewizja Sky One stworzyła dwuodcinkową produkcję na podstawie Piekła pocztowego. Premiera obu części miała miejsce kolejno 30 i 31 maja 2010 roku.

- Troll Bridge – 28-minutowy film będący ekranizacją opowiadania „Trollowy most”, stworzony przez Snowgum Films. Film miał swoją premierę 16 stycznia 2019 podczas Flickerfest International Short Film Festival w Australii. Film dostępny jest także do obejrzenia na oficjalnej stronie studia[9][10].

- The Watch – serial telewizyjny wyprodukowany przez BBC Studios na potrzeby kanału BBC America[11]. Seria jest inspirowana postaciami i wydarzeniami z uniwersum Świata Dysku i miała swoją premierę 3 stycznia 2021[11][12].

### Adaptacje animowane
W latach 90. XX wieku studio Cosgrove Hall wyprodukowało dwie adaptacje animowane, składające się z sześciu 22-minutowych odcinków każda, zatytułowane Soul Music (na podstawie Muzyka duszy) oraz Wyrd Sisters (na podstawie Trzy wiedźmy). Adaptacje te zostały później wydane także na DVD.
Wyprodukowany został także film animowany Zadziwiający kot Maurycy będący ekranizacją powieści Zadziwiający Maurycy i jego edukowane gryzonie. Za produkcję odpowiada firma Ulysses Films we współpracy z Cantilever Media. Reżyserią zajęli się Toby Genkel oraz Florian Westermann, na podstawie scenariusza przygotowanego przez Terry’ego Rossio.

### Adaptacje komiksowe
W tej formie dotychczas zostały opublikowane:
- „Kolor magii” (oryg. „The Colour of Magic”) W Polsce komiks wydano 4 października 2007 roku[17].
- „Blask fantastyczny” (oryg. „The Light Fantastic”) W Polsce komiks wydano 14 października 2008 roku[18].
- „Mort”
- „Guards! Guards!”
- „Small Gods”

## Gry

### RPG
Jak dotąd na podstawie Świata Dysku stworzono dwie gry fabularne (bazujące na systemie GURPS). Pratchett opracował je wraz z Philem Mastersem:
- GURPS Discworld (reedycja: Discworld RolePlaying Game)
- GURPS Discworld Also

### Gry komputerowe
Do tej pory powstały:
- The Colour of Magic – (ZX Spectrum, Commodore 64)
- Discworld (The Trouble With Dragons) – (MS-DOS/Macintosh/PlayStation/Saturn)
- Discworld 2: Missing Presumed...!? (Europa) / Discworld 2 : Mortality Bites! (USA) – (Windows)
- Discworld Noir – (Windows/PlayStation)
- Discworld MUD

### Gry planszowe
Na podstawie gry opisanej w powieści Łups! matematyk Trevor Truran opracował reguły gry planszowej Łups.
W oparciu o cykl Świat Dysku powstały dwie gry planszowe, które swą premierę miały w 2011 roku. Pierwsza z nich to gra Świat Dysku: Ankh-Morpork. Autorem gry jest Martin Wallace, jeden z bardziej znanych twórców gier planszowych. Gra ukazała się w Polsce nakładem wydawnictwa Phalanx Games.
Drugą grą jest Guards! Guards! A Discworld Boardgame. Autorami gry są Leonard Boyd i David Brashaw, a wydawcą tytułu Z-Man Games.